# 삼색다람쥐

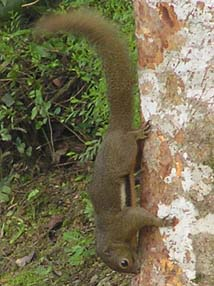
싱가포르의 삼색다람쥐

삼색다람쥐(Callosciurus notatus)는 다람쥐과에 속하는 설치류의 일종이다. 인도네시아와 말레이시아, 싱가포르, 태국에서 발견되며, 넓은 분포 지역에서 서식한다. 자연 서식지는 숲과 망그로브 숲, 공원, 정원, 농경지 등이다. 과일 재배 농민들은 삼색다람쥐를 해충으로 간주한다.

## 특징
머리부터 몸까지 길이는 약 20~30cm이고, 꼬리 길이도 몸길이와 비슷하다. 몸은 회색과 갈색을 띠며, 배 쪽은 밤나무 색이고, 둘 사이에 검은색과 흰 줄무늬가 나 있다. 칼로스키우루스속 속명은 "아름다운 다람쥐"라는 뜻이다.

## 먹이
먹이는 주로 잎과 과일로 이루어져 있지만, 곤충과 새알을 먹기도 한다. 개미의 유충이 들어있는 나뭇가지 속을 벌려서 꺼내 먹는 것으로 알려져 있다. 망고와 잭푸룻, 코코넛 등과 같이 자신보다 더 큰 과일도 먹을 수 있다. 나무 사이를 매우 빠르고 민첩하게 움직이며 몇 미터 떨어진 나무 사이를 건너뛰고, 드물게 땅 아래로 내려 와 움직인다. 클로스다람쥐를 삼색다람쥐의 아종으로 간주하기도 한다.

## 아종
5종의 아종이 알려져 있다.
- C. n. notatus
- C. n. diardii
- C. n. vittatus
- C. n. suffusus
- C. n. miniatus